# 홍콩계 미국인
홍콩계 미국인(광둥어: 香港裔美國人、港裔美國인、美籍香港人、美港人)은 홍콩 거주자이면서 스스로를 홍콩인이라고 생각하는 미국인 (홍콩을 고향으로 여기고 특히 혈통, 성장, 출생, 장기 거주 또는 홍콩과의 다른 깊은 유대감을 통해 홍콩과 문화적으로 연관된 사람), 홍콩인 혈통의 미국인, 그리고 홍콩인 부모를 둔 미국인을 포함한다.

## 역사
1965년 이민 및 국적법이 통과된 후, 광둥어를 사용하는 홍콩 이민자들이 샌프란시스코, 캘리포니아주; 로스앤젤레스, 캘리포니아주; 맨해튼, 뉴욕주의 차이나타운에 대거 정착했다. 차이나타운 지역에서 많은 홍콩 이민자들은 중국 음식점과 슈퍼마켓과 같은 사업체를 열었다.
1980년대와 1990년대 동안, 홍콩 반환으로 인해 수많은 고학력 홍콩 이민자들이 미국으로 이주했다. 그들은 샌프란시스코 베이 에어리어에 정착했으며, 그곳에서 많은 이들이 실리콘 밸리의 하이테크 기업에 고용되었다. 베이 에어리어의 홍콩 이민자들은 벌링게임, 사우스 샌프란시스코, 산마테오, 프리몬트, 데일리 시티, 밀브레와 샌프란시스코의 리치먼드 구역, 선셋 구역과 같은 교외 지역에 거주한다. 샌프란시스코반도에는 홍콩식 아침 식사 카페와 레스토랑이 많이 있다. 밀브레의 라카 스파이시(Laka Spicy)는 영국 요리를 접목한 사례이며, 근처 홍콩 팰리스는 홍콩식 레스토랑이다. 딤섬 레스토랑 코이 팰리스(Koi Palace)는 홍콩 이민자 형제인 윌리 응(Willy Ng)과 로니 응(Ronny Ng)이 설립하고 소유했으며, 딜리 시티 플래그십 레스토랑에서 밀피타스와 더블린에 지점을 열며 베이 에어리어 내 존재감을 확장했다. 많은 홍콩 이민자들이 뉴욕 대도시권에도 정착했으며, 브루클린과 퀸스에는 상당한 홍콩 디아스포라가 존재한다.

## 인구
2021년 기준으로, 홍콩 출생 미국 거주자는 248,024명이다.
그 중 샌프란시스코 베이 에어리어는 61,593명으로 미국에서 홍콩 출생 인구가 가장 많은 지역이다. 홍콩계 미국인 4명 중 1명은 베이 에어리어의 9개 카운티에 거주한다. 최근 몇 년 동안 2022년과 2023년 밀피타스에서 열린 홍콩 카니발과 같이 이 지역의 홍콩 디아스포라를 위한 홍콩 테마 카니발이 개최되었다. 실제로 홍콩은 샌프란시스코 베이 에어리어의 외국 태생 인구 중 가장 흔한 출생지 상위 10위 안에 든다. 베이 에어리어 다음으로 뉴욕 대도시권은 55,246명으로 미국에서 홍콩 출생 인구가 두 번째로 많다. 세 번째는 로스앤젤레스 대도시권으로 홍콩 출생 주민이 34,323명이다.
다른 지역 중 텍사스주와 워싱턴주는 각각 8,671명과 8,191명의 홍콩 출생 거주자를 보유하고 있다. 또한 그레이터 보스턴 지역, 특히 퀸시에는 주목할 만한 홍콩인 공동체가 있다. 매사추세츠주는 홍콩 출생 주민이 7,464명이다.

## 저명한 인물
- 네이선 에이드리언 – 수영 선수이자 올림픽 메달리스트
- 실리아 아우 – 배우 겸 영화 제작자
- 어우양징, 예명 "MC 진" – 래퍼, 송라이터, 배우, 코미디언
- 브라이언 버렐 – 배우
- 플로라 찬 – TVB 배우
- 프랜시스 찬 – 설교자
- 팡쭈밍 – 가수, 영화 배우
- 멜리사 찬 – 저널리스트
- 존 S. 첸 – 블랙베리 CEO
- 케빈 쳉 – TVB 배우
- 에이미 차우 – 체조 선수이자 올림픽 메달리스트
- 데니 친 – 뉴욕 남부 지방 법원 판사 (1994년~현재), 미국 지방 법원 판사로 임명된 최초의 아시아계 미국인
- 마거릿 친 – 차이나타운을 대표하는 뉴욕 시의회 의원
- 존 엥 – 1973년부터 1983년까지 워싱턴주 하원의원 역임
- 방대동 – 싱어송라이터
- 펑 브라더스 – 코미디 및 힙합 듀오
- 제임스 홍 – 배우
- 윌리엄 훙 – 가수
- 유엣 와이 칸 – 인간 질병 진단에 DNA를 사용한 선구자; 인간 게놈 프로젝트의 기반을 마련함
- 미셸 콴 – 올림픽 메달리스트, 피겨 스케이터
- 낸시 콴 – 배우 겸 모델
- 켄트 라이 – 유타 대학교 의과대학 종신 정교수
- 브랜던 리 – 무술가 겸 배우
- 이소룡 – 무술가 겸 배우
- 코코 리 – 음악가, 싱어송라이터, 배우, 댄서
- 저스틴 로 – 캔터팝 싱어송라이터
- 재이슨 마 – 기업가
- 바이런 맨 – 배우
- 지미 O. 양 – 코미디언
- 로빈 쇼우 – 배우, 무술가, 스턴트맨
- 해리 셤 주니어 – 배우
- 비비안 탐 – 패션 디자이너
- 스탠리 탕 – 도어대시 공동 창립자 겸 최고 제품 책임자
- 샘 추이 – 음악가, 싱어송라이터, 유튜브를 통한 인터넷 유명인
- 마거릿 W. 웡 – 홍콩 태생의 미국 귀화 이민 변호사
- 오언조 – 배우
- 웨인 왕 – 영화 감독
- 마틴 얀 – 요리사 겸 음식 작가

## 같이 보기
- 미국-홍콩 관계